# Metabolisch netwerk
Een metabolische netwerk is het geheel van biochemische en natuurkundige processen waar de fysiologische en biochemische eigenschappen van een cel van afhangen. Dit netwerk omvat zowel alle metabolische reacties alsook de bijbehorende interacties.
De topologie van metabolische netwerken kan bijvoorbeeld aan de hand van de grafentheorie worden beschreven. Concrete toepassingen van de studie van metabolisme door middel van metabolische netwerken vinden bijvoorbeeld plaats binnen de toxicogenomica en ADME.
Met de huidige sequenties van complete genomen wordt het bijvoorbeeld mogelijk een reconstructie van de biochemische reacties in veel organismen van sterk uiteenlopende grootte (inclusief mensen) te maken.